# Лифановский, Игорь Борисович
И́горь Бори́сович Лифано́вский (22 июня 1938, Барнаул — 28 марта 2002, Москва) — советский и российский валторнист и музыкальный педагог, солист оркестра Ленинградского государственного академического театра оперы и балета имени С. М. Кирова, ЗКР АСО Ленинградской филармонии, оркестра Большого театра и Большого симфонического оркестра Всесоюзного радио и Центрального телевидения, лауреат международных конкурсов, заслуженный артист Удмуртской АССР (1981).
Сын Игоря Лифановского — известный виолончелист и музыкальный журналист Борис Лифановский.

## Биография
Игорь Лифановский родился 22 июня 1938 года в Барнауле. В 1962 году окончил Ленинградскую консерваторию, а в 1964-м - аспирантуру у П.К.Орехова, одного из самых маститых профессоров, который, в свою очередь, являлся учеником основателя ленинградской валторновой школы профессора М.Буяновского. Павел Константинович Орехов воспитал целую плеяду музыкантов, а Лифановский был, пожалуй, самым любимым его учеником.
Успех пришёл к Игорю Лифановскому рано и был весьма значителен: он стал лауреатом Всесоюзного конкурса 1963 года, международного конкурса ARD в Мюнхене, проходившего в 1966 году, "Пражской весны" 1968 года. Высокий профессионализм, виртуозность, свободное владение инструментом, четкое решение художественных задач - характерные черты его исполнительского стиля. Меня всегда восхищали скрупулезная точность исполнения им штрихов, стабильность. Все эти качества поставили Игоря Лифановского в ряд самых выдающихся валторнистов нашей страны.
Творческий путь Лифановского начался в 1958 году в оркестре Ленинградского театра оперы и балета имени Кирова. В 1962 году Лифановский стал солистом оркестра. Сезон 1969/70 работал в симфоническом оркестре Ленинградской филармонии под управлением Е. Мравинского. В 1971 году он переехал в Москву и стал солистом оркестра Большого театра. С 1977 по 1982 год работал солистом БСО Всесоюзного Радио и Телевидения. В те годы он записал в фонд радио большое количество музыки для валторны. Особенно блеснул Лифановский, исполнив партию 1-й валторны в "Концертштюке для 4-х валторн" Шумана, Квинтет Es-dur для валторны и струнных Моцарта и Концерт для валторны с оркестром В.Цыбина. В 1982 году он вернулся в Большой театр.
Преподавательская работа занимала в его жизни едва ли не такое же значительное место, как и исполнительская деятельность. Многие играющие валторнисты обращались к нему за советами и рекомендациями. Он преподавал в ЦССМШ при Московской консерватории и в ЦССМШ им. Гнесиных. В 1987 г. его пригласили преподавать в Московскую консерваторию имени Чайковского. Его ученики работают почти во всех московских оркестрах, во многих оркестрах России и за рубежом.
В ноябре 2001 года Игорь Лифановский участвовал в гастролях по США в составе Московского государственного академического симфонического оркестра п/у Павла Когана, исполняя партию первой валторны.
Умер 28 марта 2002 года. Похоронен в Москве на Троекуровском кладбище (участок 4).

## Награды и звания
- II премия Всесоюзного конкурса музыкантов-исполнителей (Ленинград, 1963)
- I премия Международного конкурса Баварского радио (Мюнхен, 1966)
- II премия международного конкурса «Пражская весна» (Прага, 1968)
- Медаль «За трудовое отличие» (1976)[1]
- Заслуженный артист Удмуртской АССР (1981)